# Nature morte à la table
Nature morte à la table est un tableau réalisé par le peintre français André Derain en 1910. Cette huile sur toile cubiste représente une table sur laquelle se trouvent notamment deux cruches et une bouteille. Elle est conservée au musée d'Art moderne de Paris, à Paris.

## Expositions
- Le Cubisme, Centre national d'art et de culture Georges-Pompidou, Paris, 2018-2019.